# (31890) 2000 FG37
2000 FG37 (asteroide 31890) é um asteroide da cintura principal. Possui uma excentricidade de 0.21691660 e uma inclinação de 3.48771º.
Este asteroide foi descoberto no dia 29 de março de 2000 por LINEAR em Socorro.